# ウィスコンシン氷期

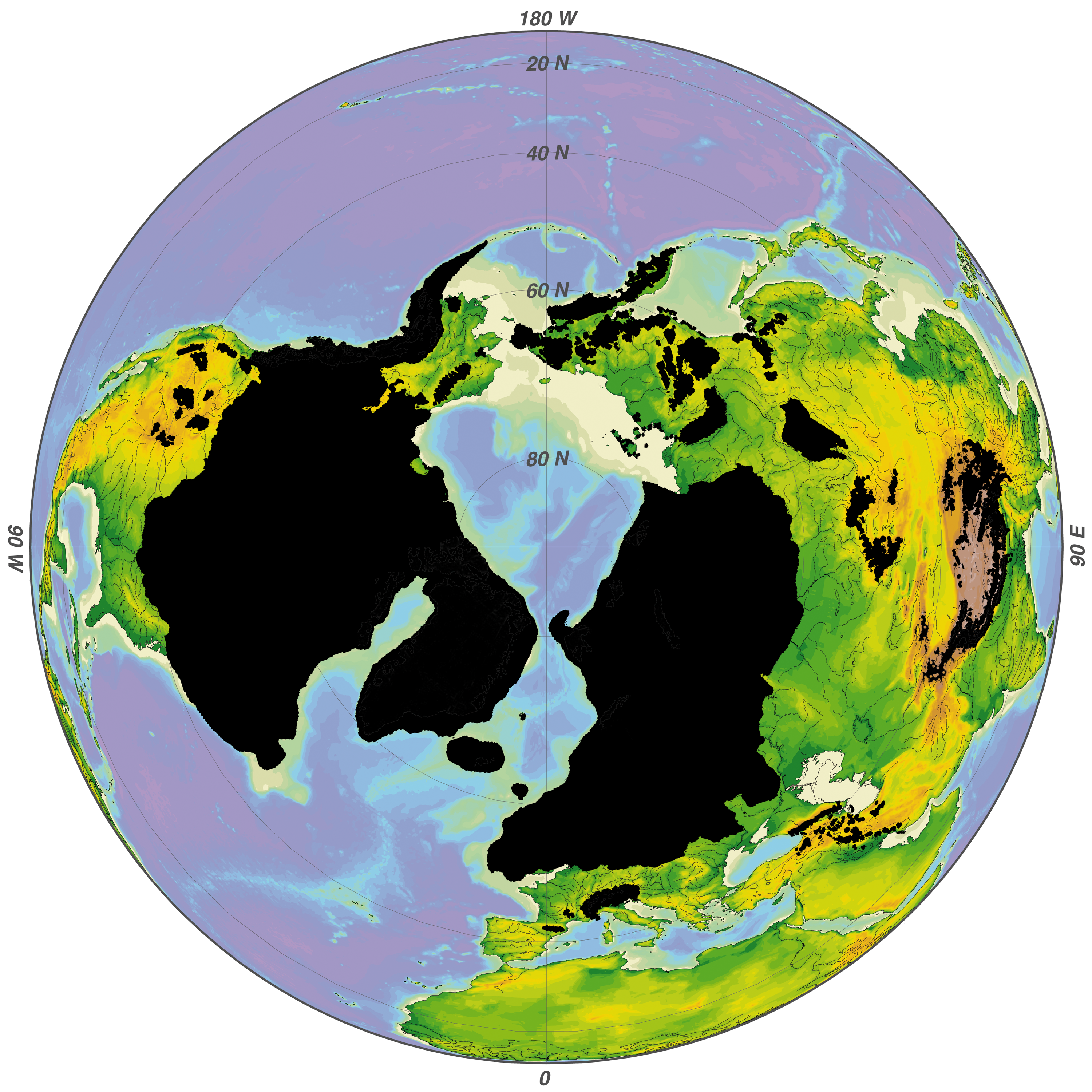
第四紀気候変動中の北半球の最大氷河（黒）

ウィスコンシン氷期（ウィスコンシンひょうき、英語: Wisconsin glacial stageは、北アメリカの氷床複合体の最終氷期であった。この氷期には、北アメリカのアメリカ山系北部で核を形成したコルディレラ氷床が含まれていて、カナダの北極諸島に広がるイヌイシアン氷床、グリーンランド氷床、および北アメリカ中部と東部の高緯度を覆う巨大なローレンタイド氷床も含まれていた。
この氷期は、最終氷期の世界的な氷河形成と同期しており、これには「パインデール氷河」として知られる北アメリカの高山氷河の前進が含まれる。ウィスコンシン氷期は約75,000年から11,000年前に、サンガモン期（Sangamonian）と現在の間氷期である完新世の間に広がった。最大氷期は約25,000～21,000年前の最終氷期に最盛期に発生し、北米では後期ウィスコンシン氷期とも呼ばれる。
この氷河作用により、オハイオ川から北側の地形が根本的に変化させた。ウィスコンシン氷期の氷床の高さは厚く、氷床はカナダ、北中西部、ニューイングランドの大部分、およびアイダホ州、モンタナ州、ワシントン州の一部を覆っていた。ニュージャージー州北部のエリー湖にあるケリーズ島（Kelleys Island）とニューヨーク市のセントラル・パークでは、これらの氷河によって岩に残された溝を簡単に観察できる。サスカチュワン州南西部とアルバータ州南東部では、ローレンタイド氷床とコルディレラ氷床の間の縫合帯が、大陸氷床の南に残った北米最北端のサイプレス・ヒルズ（Cypress Hills）を形成した。氷河期の大部分の間、海面は十分に低く、人間を含む陸生動物がベーリング地峡（ベーリング地峡橋）を占領し、北アメリカとシベリアの間を移動することができた。氷河が後退するにつれて、氷河湖は「カンカキー・トレント」（Kankakee Torrent）などの大洪水で決壊し、オハイオ川とミシシッピ川に至るまで、現代のシカゴの南の風景へ作り変えたことになる。

## 参照項目
- 氷床
- 最終氷期
- 最終氷期極大期